# Manuel Pamić
Manuel Pamić (Žminj, 20 agosto 1986) è un calciatore croato, difensore del Smoljanci Sloboda Svetvinčenat.

## Caratteristiche tecniche
È uno dei pochi terzini vecchio stampo, tra i più prolifici assistman, considerato il calciatore con il tiro più potente del campionato ceco. Nasce come centrocampista di fascia ma da quando approda allo Sparta Praga viene schierato come terzino sinistro, ruolo che ricoprirà sia in campionato che in Nazionale.
Ha un potente tiro sinistro; è abile nella copertura e nel proporsi in attacco sulla fascia.

## Carriera

### Inizio carriera
Inizia la sua carriera nel Istria 1961, dove dopo un anno e mezzo (5 gol per lui), si trasferisce al Rijeka dove in un anno colleziona 38 presenze e un gol, che gli vale il titolo di Miglior gol del campionato croato 2007.

### Red Bull Salisburgo e Sparta Praga
A fine stagione si trasferisce per 2 milioni e mezzo di euro al Salisburgo, sotto la guida tecnica di Giovanni Trapattoni. In Austria resta sei mesi, nei quali gioca 11 partite. Dopo sei mesi viene quindi girato allo Sparta Praga, conquistando il posto da titolare e in metà stagione gioca 14 partite e segna un gol.
Nella sessione estiva di calciomercato lo Sparta esercita il diritto di riscatto, assicurandosi così il calciatore che rimarrà a Praga per le successive quattro stagioni collezionando 162 presenze e 6 gol tra campionato e coppe. Con la maglia dello Železná Sparta ha infatti giocato molte partite tra Champions League ed Europa League, soprattutto in quest'ultima competizione collezionando un totale di 37 presenze e un goal nelle coppe europee. Nella fase a gironi dell'Europa League 2010-2011, nella partita con il Palermo, mette la sua firma su due dei tre gol dello Sparta Praga effettuando i due assist vincenti per i gol di Václav Kadlec e Jiří Kladrubský, che portano alla vittoria per 3-2 dello Sparta, che avanza così ai sedicesimi.
La stagione successiva l'avventura in Europa dello Sparta Praga si ferma ai play-off di qualificazione all'Europa League 2011-2012: nel ritorno a Praga segna al 59' il gol vittoria (1-0) non sufficiente a ribaltare il 2-0 dell'andata. Con la comitiva ceca raggiunge per quattro stagioni di fila la fase a gruppi dell'Europa League. Raggiunge per due volte i sedicesimi di finale, giocando tutte le partite da titolare, nel 2010-2011 quando lo Sparta Praga viene eliminato dal Liverpool, e nel 2012-2013 quando la squadra viene eliminata dal Chelsea, che poi vincerà il trofeo.

### Chievo Verona
Nel luglio del 2013 passa alla società italiana del Chievo in prestito con diritto di riscatto. Debutta con i Clivensi il 17 agosto 2013 in occasione del match di Coppa Italia Chievo-Empoli, finito 2-0 per i gialloblù. Il debutto in Serie A arrivò nella partita con il Genoa nell'ottavo turno di Serie A persa per 2-1 in trasferta.

### Siena
Il 24 gennaio 2014 passò al Siena in prestito con diritto di riscatto, mentre fece il percorso inverso Matteo Rubin.
Tuttavia non giocò nessuna partita con la squadra toscana.

### Ritorno allo Sparta Praga
Il 22 luglio 2014, dopo la mancata iscrizione del Siena al campionato di Serie B, ritornò per il fine prestito allo Sparta Praga però senza collezionare nessuna presenza.

### Frosinone
Il 14 gennaio 2015 passa ufficialmente al Frosinone.
Il 31 maggio 2015, in seguito alla prima storica promozione in Serie A del club ciociaro, diventa cittadino onorario di Frosinone insieme al resto della squadra.

### Ritorno in Croazia
Dopo essere stato svincolato dal Frosinone, il 17 settembre 2015 firma per Istria 1961. Nella stagione successiva passò invece al Rovigno, tornando a giocare in patria.

### Nazionale
Ha giocato nelle varie rappresentative minori croate collezionando presenze dall'Under 17 fino all'Under 19, divenendo poi un attivo membro dell'Under-21 croata con la quale ha disputato 7 partite. Venne convocato alcune volte in nazionale maggiore, ma senza mai esordire. La Repubblica Ceca gli offrì l'opportunità di rappresentare la nazionale maggiore, ma lui la rifiutò, rimanendo fedele alla Croazia esprimendo queste parole:<<Sono onorato della chiamata della Repubblica Ceca, e forse per me sarebbe meglio giocare per i cechi, visto che il coach e la nazionale croata continuano a ignorarmi, ma devo rifiutare perché la Croazia è la mia madrepatria e la amo>>.

## Palmarès

### Club

#### Competizioni nazionali
- Campionato ceco: 1

Sparta Praga: 2009-2010
- Český Superpohár: 1

Sparta Praga: 2010